# Angeli (cognome)
Angeli è un cognome di lingua italiana.

## Varianti
Angela, Angelelli, Angeleri, Angeletti, Angelicchio, Angelieri, Angelina, Angelini, Angelino, Angellotti, Angelo, Angelone, Angeloni, Angeloro, Angelotti, Angelozzi, Angelucci, Anghileri, Angileri, Angioletti, Angioli, Angiolieri, Angiolini, D'Angela, D'Angeli, D'Angelis, D'Angelo, D'Angiolo, Dall'Angelo, Dangelo, De Angeli, De Angelis, Deangelis.

## Origine e diffusione
Cognome panitaliano, è presente prevalentemente nel centro e nel settentrione.
Potrebbe derivare dal greco anghelos, "messaggero di Dio", latinizzato in angelus, dal significato benaugurale, o dal nome Angelo, con la medesima derivazione.
In Italia conta circa 2934 presenze.
La variante Angelina compare nel biellese e nel vicentino; Angelicchio è foggiano; Angellotti è presente a Napoli e Ascoli Piceno; Angioletti è bergamasco; Angioli è toscano; Angeleri compare in Piemonte e Lombardia; Angeletti è laziale, umbro e marchigiano; Angelo compare nel trapanese; Angeloro compare nel foggiano; Angelozzi è tipicamente abruzzese; Angelelli è salentino; Angelino compare in Piemonte, a Napoli e Caserta e a Ragusa e Siracusa; Angelini è settentrionale, con un ceppo anche nelle Puglie; Angeloni è dell'Italia centrale; Angelone è campano, abruzzese e laziale; Angelotti compare in Toscana; Angiolini ha ceppi in Toscana e tra milanese e bergamasco; Angelucci è laziale; D'Angelo e Dangelo sono panitaliani, specialmente del sud; De Angeli è lombardo, veneto e toscano; De Angelis compare al centro-sud; Deangelis e Angela sono torinesi; Angileri è trapanese; Anghileri è lecchese; D'Angelis è latinense e beneventano.

## Persone
- Amedeo Angeli (1911-1965) – bobbista italiano
- Angelo Angeli (1864-1931) – chimico italiano
- Antonello Angeli (1970) – carabiniere italiano